# Торан

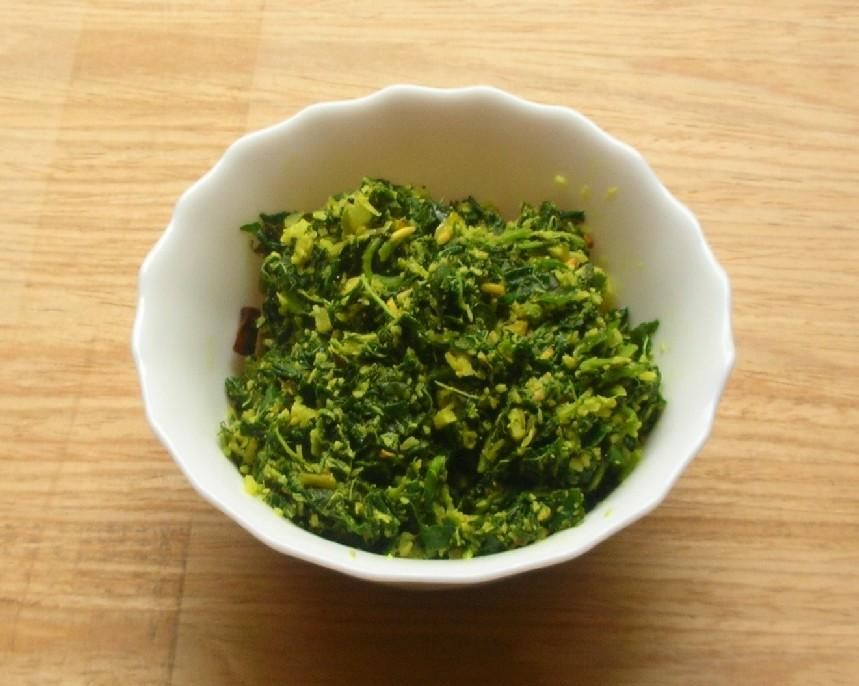
Традиційний торан у південному Кералі, виготовлений з листя чіра (щириця), тертого кокоса, чилі та інших інгредієнтів.

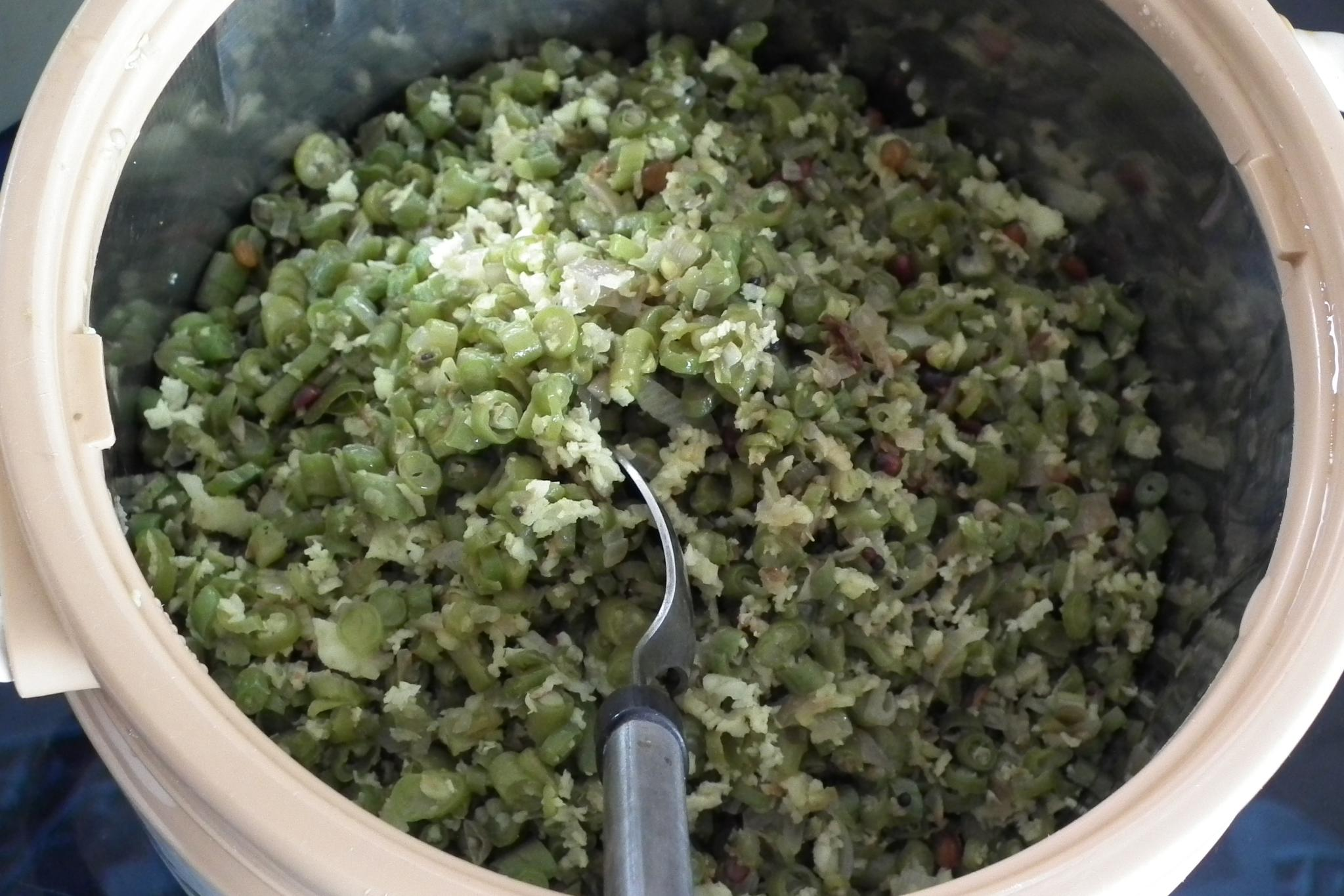
Керала, торан з довгих бобів

Торан (малаял. തോരൻ; або уппері в Малабарі) — клас сухих овочевих страв у поєднанні з кокосовим горіхом, що походить з індійського штату Керала. В Індії такі страви називають чатні. Цю загальну страву зазвичай їдять з рисом та каррі, а також є частиною традиційної культури споживання їжі садья.

## Приготування
Торан — це суха страва, традиційно виготовлена з дрібно нарізаних овочів, таких як капуста, довгі боби та інші сорти квасолі, недозрілий джекфрут, гірчиця або Amorphophallus paeoniifolius, з листя, таких як зелена чи червона чіра, Moringa oleifera або Ipomoea aquatica, а також таких квітів, як Moringa oleifera або Sesbania grandiflora.
Подрібнений овоч змішують разом з тертим кокосовим горіхом, насінням гірчиці, листям каррі та порошком куркуми і короткочасно смажать на сковороді на гарячому вогні.

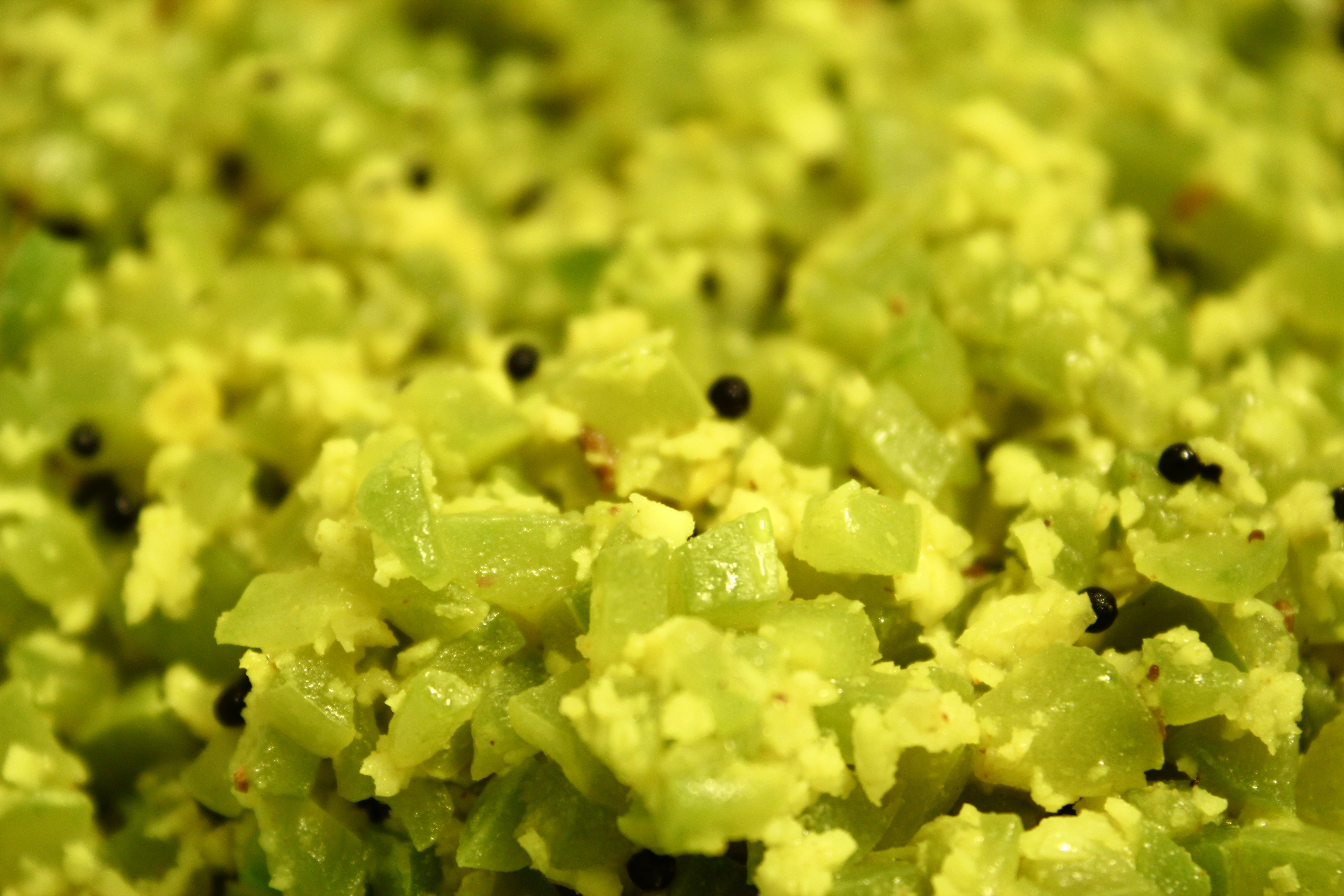
Падаваланга торан

## Варіанти
Торан також можна виготовляти з морквою, зеленою квасолею, капустою, зеленими помідорами або шпинатом, овочами, яких традиційно в Кералі не було. Традиційні рецепти, виготовлені на півдні Керали, не використовують часник, але сьогодні додають часник і цибулю.